# Мартелейра
Мартелейра (порт. Marteleira)  —  район (фрегезия) в Португалии,  входит в округ Лиссабон. Является составной частью муниципалитета  Лориньян. По старому административному делению входил в провинцию Эштремадура. Входит в экономико-статистический  субрегион Оэште, который входит в Центральный регион. Население составляет 1538 человек на 2001 год. Занимает площадь 6,97 км².
Покровителем района считается Дева Мария (порт. Nossa Senhora da Saúde). 